# Joseph Moore (clérigo)
Joseph Christian Moore, MA (5 de novembro de 1802 - 26 de fevereiro de 1886) foi arquidiácono de Man de 17 de abril de 1844 até à sua morte.
Moore foi educado em St Edmund Hall, Oxford, onde se matriculou em 1823, e se formou em 1827. Depois de uma curadoria em Measham, ele foi por muitos anos o clérigo de Kirk Andreas .